# 笑傲江湖角色列表
金庸《笑傲江湖》武俠小說的劇情角色列表。

## 主要人物

### 主角
- 令狐冲—本故事男主角。日月神教聖姑任盈盈之夫，本為孤兒，之後獲華山派掌門岳不羣夫婦收養成為華山派首徒，亦為風清揚得意徒孫侄，曾任恆山派掌門人。在武學修為上，其身懷華山派劍招，並獲風清揚傳授獨孤九劍絕學，亦因緣學會任我行的成名絕招吸星大法，並得少林方證大師賜與佛門至高武學易筋經修練，武功於當世除東方不敗及風清揚外可稱絕頂高手。但生性擇善固執，光明磊落，坦率真摯，不守禮俗，沒有使命感沒有名利心，是個難得的恬淡人物。在感情上，為救恆山派儀琳師妹而與武功比他更高的田伯光相鬥，雖不敵田伯光，但已深獲儀琳芳心暗許。從小也與岳不羣的女兒岳靈珊為青梅竹馬，兩人合創冲靈劍法，感情可謂之深。之後令狐沖因犯錯被岳不羣罰上思過崖思過一年，岳靈珊亦常去探望，但兩人卻在一次於思過崖上互相練劍時，令狐沖不小心把岳靈珊心愛的配劍打入思過崖下，導致兩人嫌隙因此打開。後來林平之被岳不羣收入華山當弟子，岳靈珊毛隨自薦當林平之練劍導師，林平之因而填補了令狐沖的角色，岳靈珊也移情別戀愛上林平之。之後令狐沖隨整個華山派下華山，因緣際會與任盈盈因學琴相識，也因學琴相戀。但兩人的感情路相當不順。後來任我行一直想邀令狐沖加入日月神教才願將任盈盈嫁予令狐沖，令狐沖百般拒絕。任我行也因此跟令狐沖對立，任盈盈夾在兩人之間非常難做人，但還是因為喜歡令狐沖而選擇與父親決裂。令狐沖之後被岳不羣逐出師門，但卻意外成為恆山派掌門人。際遇變化之大令人感嘆造化弄人。結尾與妻子任盈盈合奏一曲"笑傲江湖"封劍退隱。

- 任盈盈—本故事女主角。日月神教教主任我行之女，令狐冲之妻。在日月神教中被尊稱為聖姑，有崇高地位。武功不弱，尋常小嘍囉絕非她之敵。集美貌與智慧於一身，機智絕倫，善於應變，她行事往往有違常規，甚至心狠手辣。她雖然任性，但對令狐冲的愛卻非常的堅持，情深一片。她明知令狐冲痴情於岳靈珊，但她不嫉妒，還處處為他著想，表現出真愛的最高境界。她出身魔教，受盡諂媚奉承，但她討厭口是心非的人，爭權奪利之輩。她寧願與自己心愛的人隱居起來，無憂無慮，與世無爭。結尾與丈夫令狐冲退隱江湖。

### 其他
- 東方不敗—日月神教教主，原是日月神教光明左使，野心勃勃而不為人知，趁任我行练吸星大法精神恍惚期間，擒住任我行，囚之湖底黑牢，擅長智謀權術，令眾多有實力和他爭奪教主之位的護法互相猜疑，最後終得教主之位。練得葵花寶典，因而自宮。他身為男兒身，揮劍自宮，雖練成驚世絕學，也使得他心性趨向於女人，與楊蓮亭相爱。如果要說他真被權力迷昏頭，那可不見得，當他於權力當盛時，卻一度想放棄名位，隱居起來，奇怪獨特的想法，倒也為笑傲江湖增添了一個神秘人物。
- 楊蓮亭—虬髯魁梧、俗不可耐的臭男人，為東方不敗所愛。
- 左冷禪—五嶽劍派盟主，嵩山派掌門。武功極高，自創無名內功、寒冰真氣等絕招，又練得假辟邪劍法，為掀起武林風波禍首最後為令狐冲所殺。左冷禪是書中大反派之一，他為了爭取武林盟主之位，佈下了數個棋子；先是以五嶽劍派盟主之位，拉攏泰山、衡山掌門，又不顧武林情誼，冒充魔教殺害恆山掌門；表面上大家當他是正直的俠義之士，但卻不知道包在他假面具下的真面目。但「人外有人，天外有天」，雖然左冷禪行事十分縝密，還是露出破綻；嵩山大會上，中了岳不羣佈的局遭其刺瞎雙目而敗北。最終死於思過崖秘洞的混戰。
- 任我行—日月神教教主，任盈盈之父。会吸星大法，被东方不败篡位，囚于西湖地牢12年，后被向问天救出，重夺教主之位，欲一统武林，后因无法压制吸星大法得来的真气而暴毙。野心極大，為人專横，心狠手辣。
- 岳不群—華山派掌門，後成為五嶽派掌門，江湖人稱「君子劍」，其實是個雙面偽君子。言行舉止，無不得體大方，處處退讓，擁有忍受別人所不能忍受的風度，有「君子劍」的美號，實在教人佩服。然而誰知在外表如此完美的人，才是最奸詐狡猾的小人，與任我行比起來，那顆企圖稱霸武林的野心卻是不輸給他的，而與左冷禪相較之下，手段更不光明和狠辣， 如果說左冷禪是真小人，那岳不群就是偽君子，偷偷地吞噬整個武林，卻視自己為真理所在，死時仍毫無愧疚。不過與余滄海和木高峰奪辟邪劍譜的手段相比，余和木是明，岳不羣就暗，一直蠢蠢欲動的獨霸辟邪劍譜，與魔教中人比起，人品更為虛僞，和東方不敗比起他的機智和謀略，絕不下於東方不敗，反而是有過之而無不及，這也難怪令狐冲在他門下所受的風風雨雨，他對師父的敬重，反被視為愚忠。岳不群是書中大反派之一。為了練辟邪劍法和獨霸武林，他同他徒弟令狐冲和林平之為死敵。最後誤被儀琳刺死。
- 寧中則—岳不群之妻，江湖人稱「寧女俠」，与令狐冲情同母子。為人正直，是真君子,和岳不羣大不相同。後發現丈夫岳不群是偽君子的真相，於「傷逝」一集自殺而死。
- 林平之—福威鏢局林震南之子，林遠圖之曾孫，岳靈珊之夫。他本是一個無憂無慮的富家公子，生得聰明俊秀，嘗盡人間一切幸福，但因祖傳的一本辟邪劍譜，引來了各方強敵的虎視眈眈，以致於幸福在一夜之間就此粉碎，他失去了雙親和家當，一切的不幸，使他從一個無憂少年，變成一個步步為營，僅為自己設想、虛偽的人。他投靠華山派，與師姊岳靈珊相戀，奮力學習武藝，既希望能為父母報仇，也希望在武林上出人頭地證明自己。卻發現師傅岳不羣也在打辟邪劍譜的算計，甚至為此一度下手殺害他而未遂，讓他不再相信任何人。最後，他練成了辟邪劍譜，為父母報仇，但双目被毁，于是投靠左冷禅，後被令狐冲廢掉武功，囚於西湖地牢。他付出的著實不少，或許會認為他奸詐了些，但他所遭遇的一切，實也令人悲嘆。
- 岳靈珊—華山派掌門岳不羣和寧中則之女，林平之之妻，美丽可爱，曾與令狐冲青梅竹馬，兩小無猜。後來愛上林平之，反被利用，最後被林平之殺死，臨死前求令狐冲保護林平之。
- 儀琳—恆山派定逸師太徒弟，不戒和尚與啞婆婆獨女。一直暗戀令狐冲。
- 向問天—日月神教光明右使，令狐冲之義兄，對任我行忠心耿耿，將任我行從牢里救出。令狐冲和任盈盈歸隱後後成為日月神教教主。於新修版改為日月教光明右使。
- 綠竹翁—日月神教四大護法之一，裝扮為竹篾匠，善撫琴。
- 桃谷六仙—六兄弟，自長而幼為：桃根仙、桃幹仙、桃枝仙、桃葉仙（桃枝仙與桃葉仙排行順序不明）、桃花仙、桃實仙。六人為令狐冲好友，說話纏夾不清且好辯，為書中趣味角色。武功奇特，善于擒拿分屍。
- 藍鳳凰—五仙教教主，善于用毒，任盈盈部下。
- 田伯光—江湖人稱「萬里獨行」的採花大盜，後被不戒和尚迫使成為和尚，法號不可不戒。
- 風清揚—華山派劍宗前辈，岳不羣和寧中則之師叔。華山派第一高手。當年劍氣二宗於玉女峰火併時，曾被氣宗設計騙去江南成親，錯過了比武。結果劍宗落敗被屠戮殆盡，悔恨之下遂封劍歸隱。數十年來一直隱居後山思過崖，後在機緣巧合下將絕學獨孤九劍傳授給了徒孫令狐冲。
- 方證大師—少林寺方丈。武林名宿，德高望重。最后传授令狐冲易筋經以化解吸星大法得來的真气。
- 沖虛道長—武當派掌門。武林名宿，德高望重。
- 莫大—衡山派掌門，外號「瀟湘夜雨」。「琴中藏劍，劍發琴音」這八字，是他老先生武功的寫照。性情孤僻且熱愛音律，較少過問派中事務，一直過著閒雲野鶴的生活。平日雖與師弟劉正風甚少交往，但在其被嵩山派追殺時亦前往援手。是唯一活到故事結尾的原五嶽劍派掌門。
- 恆山三定—定靜師太、定閒師太和定逸師太，恆山派師尊。其中定閒與定逸師太被岳不羣所殺，定閒死前將恆山派掌門之位傳給令狐冲。
- 不戒和尚—破戒僧，儀琳之父。
- 江南四友—四人依次為黃鍾公、黑白子、禿筆翁和丹青生，均為日月神教中人。四人隱居於杭州的「梅莊」，以兄弟相稱，又称“梅庄四友”。四人爱好分别对应古代文人四藝：琴、棋、書、畫，並將武學融入愛好之中。最後，黃鐘公自盡，黑白子成了廢人，禿筆翁和丹青生皆服了日月神教的三尸腦神丹。

## 次要人物

### 福威鏢局
- 林遠圖（渡元）

原為福建莆田少林寺高僧，师承紅葉禪師，法號渡元，俗姓林。奉師命前往華山派勸告岳肅、蔡子峯研習《葵花寶典》秘笈實有大害，但於華山一行反而獲知《葵花寶典》的部分內容。此後不再回歸少林寺，還俗後以法號「渡元」化名「遠圖」，憑領悟出的《葵花寶典》自創七十二路「辟邪劍法」，加上一百零八式翻天掌和十八銀羽箭打遍天下，罕逢敵手，以此開創福威鑣局。因為研习此劍法必定要自宮，所以林遠圖并不希望将此剑法“精要”传给「儿孙」，后把剑谱写于袈裟之中，並藏匿于福州府老宅堂内房梁之上。
他曾以「辟邪劍法」擊敗青城派掌門長青子，以致青城派的繼承人余滄海要向林家報仇，順便搶奪《辟邪劍譜》。由於辟邪劍法的威名，林遠圖死後有很多武林高手都想要得到《辟邪劍譜》，除了余滄海之外還有岳不羣、左冷禪和木高峰等。
- 林震南

福州福威鏢局第三代傳人，娶洛陽金刀門王元霸之女王夫人為妻，兩人生有林平之。林震南祖父林遠圖獨創威震武林的「辟邪劍法」，並以其作為祖傳信物，然而林震南將自己僅習得皮毛的劍法聲稱為辟邪劍法。後劍法引得青城派余滄海覬覦，慘遭滅門大禍，與夫人同被余滄海虐待，最後身亡，妻子亦殉夫。臨死前曾請求令狐冲代為向兒子林平之轉達祖傳遺言：「向陽巷老宅中的祖先遺物不可妄自翻看」，實際上即為真劍譜的隱藏之處。
- 王夫人：洛陽金刀門王元霸之女，林震南之妻，林平之母親。觸柱殉夫。
- 史鏢頭（福州福威鏢局鏢頭）【死於青城派摧心掌】
- 鄭鏢頭（福州福威鏢局鏢頭）【死於青城派摧心掌】
- 富鏢頭（福州福威鏢局鏢師）【死於青城派摧心掌】
- 錢鏢頭（福州福威鏢局鏢師）【死於青城派摧心掌】
- 吳鏢頭（福州福威鏢局鏢師）【死於青城派摧心掌】
- 高鏢頭（福州福威鏢局鏢師）【死於青城派摧心掌】
- 褚鏢頭（福州福威鏢局鏢師）【死於青城派摧心掌】
- 崔鏢頭（福州福威鏢局鏢師）【死於青城派摧心掌】
- 祝鏢頭（福州福威鏢局鏢頭）【死於青城派摧心掌】
- 季鏢頭（福州福威鏢局鏢師）【死於青城派摧心掌】
- 霍鏢頭（福州福威鏢局鏢師，被林震南剖屍驗傷）【死於青城派摧心掌】
- 狄鏢頭（福州福威鏢局鏢師）
- 白二（福州福威鏢局趟子手）【死於青城派摧心掌】
- 陳七（福州福威鏢局趟子手）【死於青城派摧心掌】
- 林福（福州福威鏢局男僕）【死於青城派摧心掌】
- 華師傅（福州福威鏢局廚子）【死於青城派摧心掌】
- 黃先生（福州福威鏢局帳房）
- 劉鏢頭（福威鏢局浙江杭州分局主持人）
- 易鏢頭（福威鏢局江西南昌分局主持人）

### 青城派
- 余滄海—青城派掌門，松風觀觀主。實力稍弱於五嶽劍派

以兒子被林平之所殺為由，率領青城派弟子將福威鏢局滅門；余滄海本人為報林家殺子之仇，以「摧心掌」殺死大量鏢師，背後其實還有報師父長青子與林遠圖比劍戰敗之仇，以及奪取《辟邪劍譜》的原因。余滄海雖處心積慮謀奪「辟邪劍法」，甚至虐殺林震南夫婦，卻始終無法得到劍譜。最後和木高峰都被林家僅存的林平之殺死。生平絕學為「摧心掌」，其掌法殘酷，中掌的人死後沒有傷痕，全身冰冷，不會流血，心臟卻會被掌法震碎。
- 人彥（四川青城派掌門、松風觀觀主余滄海幼子）【被林平之所殺】
- 賈人達（青城派余滄海弟子）【被林平之以馬蹄踏死】
- 方人智（青城派余滄海弟子）【被林平之刺中眉心而死】
- 黎人才（青城派余滄海弟子）
- 彭人騏（青城派余滄海弟子）【被田伯光於衡山群玉院殺死】
- 青城四秀（狗熊野豬，青城四獸）
  - 侯人英「青城四秀」之一（青城派余滄海四大弟子之一）【與青城派兩名弟子追捕向問天時, 被令狐冲切斷右手掌】
  - 洪人雄「青城四秀」之二（青城派余滄海四大弟子之二）
  - 「青城四秀」之三（青城派余滄海四大弟子之三）【被林平之所殺】
  - 羅人傑「青城四秀」之四（青城派余滄海四大弟子之四）【被令狐冲所殺】
- 吉人通（青城派，消滅福威鏢局湖南長沙分局）【被林平之所殺】
- 申人俊（青城派，消滅福威鏢局湖南長沙分局）
- 皮師哥（青城派，消滅福威鏢局江西南昌分局）
- 蔣師哥（青城派，消滅福威鏢局廣東廣州分局）
- 馬師哥（青城派，消滅福威鏢局浙江杭州分局）
- 長青子（青城派余滄海師傅，人稱三峽以西，劍法第一。敗於福威鏢局林遠圖的辟邪劍法之下）

### 衡山派
- 方千駒（衡山派）
- 魯連榮「金眼鵰」、「金眼烏鴉」（衡山派）

#### 劉家
除了劉正風的夫人，還有一女和兩個幼子，門下九個弟子，包括向大年、米為義與七名弟子。
- 劉正風「劉三爺」

衡山派高手，莫大先生師弟，酷愛音律，擅長吹簫，金盆洗手時被嵩山派殺其家人，與日月神教長老曲洋合奏《笑傲江湖》之曲後，自絕經脈而死。
- 劉夫人：劉正風妻子，被狄修殺死。
- 劉公子：劉正風長子，被狄修殺死。
- 劉菁：劉正風之女，被萬大平殺死。
- 劉芹：劉正風幼子，十五歲。
- 向大年：衡山派劉正風大弟子，米為義師兄，被丁勉以銀針殺死。
- 米為義：衡山派劉正風二弟子，向大年師弟。

### 華山派
- 岳肅：華山派，蔡子峯師兄，曾偷閱《葵花寶典》，後為氣宗之祖。
- 蔡子峯：華山派，岳肅師弟，曾偷閱《葵花寶典》，後為劍宗之祖。

二人到訪莆田少林寺時偷閱《葵花寶典》，因時間匆忙約好二人各分讀一半，回到華山後把各自讀到的內容加以印證。結果由於內容無法對合，二人都認定對方讀錯而自己所記內容正確，又無法照練，因此二人反目而各立氣宗和劍宗。未幾日月神教聞得華山派偷閱《葵花寶典》，由十長老進攻華山，二人於此役中被殺，《葵花寶典》殘本為日月神教奪去。

#### 氣宗
由岳肅創立。
- 勞德諾（華山派岳不羣二弟子，但實為嵩山派的臥底）

真实身份是嵩山派左冷禪三弟子，是左冷禪為了掌握華山派和岳不羣之動靜特地派遣的臥底。岳不羣一開始就察覺到勞德諾的底細，但沒有打草驚蛇，反而讓他在華山派習藝多年。曾和華山小師妹岳靈珊潛伏到福州查探，期間他對外自稱姓薩，福威鏢局鏢師稱其為「薩老頭」。後來他竊取華山派的至上心法《紫霞秘笈》，殺了六師弟陸大有滅口，直到恆山派請求華山派营救受困的定閒師太和定逸師太，在打鬥中勞德諾的衣服被刺破，《紫霞秘笈》掉出，眾人才知道他是殺害陸大有的兇手，接著他詐死逃回嵩山，是岳不羣門下繼大弟子令狐冲之後第二位被逐出師門的門人。
他待在華山期間，曾將岳不羣特意準備好的假《辟邪劍譜》偷走並獻給左冷禪，導致日後左冷禪在爭奪五嶽派掌門的比試中敗給修習真正《辟邪劍譜》的岳不羣，左冷禪因此錯失掌門之位，還被刺瞎雙眼。勞德諾為了戴罪立功又跟蹤林平之，得知林平之已逕自習得《辟邪劍譜》，於是邀請對方赴嵩山共商報復岳不羣的計劃。但隨著左冷禪被殺，他也失去靠山，不久後他向任我行宣稱要獻上《辟邪劍譜》的修練法門，希望可換取日月神教長老一職，無奈被神教冷落而自練劍法，但卻不得其法導致武功盡廢，最後被任盈盈用鎖鍊和兩隻猴子終身栓在一起，从此失去了自由。
- 梁發（華山派岳不羣三弟子）

因在藥王廟中認同令孤冲，被黑衣人斬首。
- 施戴子（華山派岳不羣四弟子）

曾和高根明在妓院救令狐冲。
- 高根明（華山派岳不羣五弟子）

曾和施戴子在妓院救令狐冲。
- 陸大有「六猴兒」（華山派岳不羣六弟子）

生性幽默，與令狐冲交情深厚。試圖將岳靈珊偷來的《紫霞秘籍》交給令狐冲，之後輾轉被奸細勞德諾殺死。他的死被誤認為是令狐冲造成，令狐冲得知他的死讯後後悔不已，自責當初不應該點了陸大有的穴道。
- 陶鈞（華山派，岳不羣七弟子）

出現極少，只是偶然被令狐冲提起。
- 英白羅（華山派，岳不羣八弟子）

因在岳不羣偷辟邪劍譜時叫了一聲「師父」而被岳不羣殺死。
- 舒奇（華山派岳不羣弟子，年紀最幼）

曾被岳不羣命令監視令狐冲。

#### 劍宗
由蔡子峰創立。
- 封不平（華山派劍宗弟子，成不憂、叢不棄師兄）劍宗高手。劍氣內鬥失敗後，便退隱深山，自創一百零八式“狂風快劍”。後在嵩山派支持下出山與岳不羣爭奪掌門之位，藥王廟一役被令狐冲以獨孤九劍打敗。
- 成不憂（華山派劍宗弟子，封不平師弟）與師兄上華山與岳不群算賬，但被桃谷六仙撕成四塊。
- 叢不棄（華山派劍宗弟子，封不平師弟）藥王廟一役被令狐冲以獨孤九劍打敗。

### 恆山派
- 儀光：恆山派，儀琳師姊，令狐冲就任掌門前派往華山接應于嫂、儀文者。
- 儀和：恆山派大弟子，儀琳師姊。
- 儀清：恆山派二弟子，儀琳師姊。
- 儀質：恆山派，定靜弟子。
- 秦絹：恆山派，定靜關門俗家弟子，年紀最幼。
- 儀真：恆山派，定靜弟子，與儀靈折返福州向岳靈珊送藥。
- 儀靈：恆山派，與儀真折返福州向岳靈珊送藥。
- 儀文：恆山派，定閒弟子。
- 鄭萼：恆山派俗家弟子，笑容可掬，能言善道。
- 嫂：恆山派，原為白雲庵中服侍定閒之僕婦，後為定閒收為弟子。

### 泰山派
- 天門道人

泰山派掌門，當今正教中十位最強的好手之一。正人君子，嫉恶如仇，武功高强，性子刚烈，对左冷禅欲吞并五嶽劍派的野心执意不从，最後在嵩山大会上被玉矶子、玉磬子、玉音子和青海一枭聯手害死。【被青海一梟用詭計制住，以自斷心脈的方式、衝破被點穴道與青海一梟同歸於盡】
- 玉磯子（泰山派，天門道人師叔，被左冷禪收買，於封禪台上激得天門道人交出掌門之位，後桃谷六仙欲將其肢解，被左冷禪砍斷雙手一足成為廢人）
- 玉磬子（泰山派，天門道人師叔，被左冷禪收買）【死於華山思過崖山洞】
- 玉音子（泰山派，天門道人師叔，被左冷禪收買）【死於華山思過崖山洞】
- 玉鐘子（泰山派，華山思過崖山洞中觀劍法者之一）【於思過崖山洞中被左冷禪等人殺死】
- 天松道人（泰山派，天門道人師弟，在衡山城迴雁樓被田伯光刺傷）
- 天柏道人（泰山派，天門道人師弟，在天松道人受傷後搜索田伯光和令狐沖的行蹤）
- 天乙道人（泰山派，天門道人同輩，圍攻向問天者之一，被令狐冲劍法嚇暈）
- 遲百城（泰山派，天門道人弟子）【被田伯光所殺】
- 建除道人（泰山派，天門道人弟子）
- 紀師叔（泰山派，令狐沖回憶中提到他在漢陽郝老英雄七十歲祝壽時前去祝賀，卻因壽堂被魔教埋了炸藥而引發爆炸，被炸藥炸斷一條肩膀）

### 嵩山派
- 費彬「大嵩陽手」（嵩山派，左冷禪四師弟，「嵩山十三太保」之一。參與圍殺劉府全家，一掌震碎劉正風心脈，殺曲非煙）【被莫大殺死】
- 萬大平（嵩山派，史登達師弟）
- 狄修（嵩山派左冷禪弟子）【於嵩山封禪台上被左冷禪殺死】
- 丁勉「托塔手」（嵩山派左冷禪二師弟，「嵩山十三太保」之一。參與圍殺劉正風全家，以掌力重傷曲洋）
- 陸柏「仙鶴手」（嵩山派左冷禪三師弟，「嵩山十三太保」之一。參與圍殺劉正風全家，以掌力重傷曲洋）
- 鍾鎮「九曲劍」（嵩山派左冷禪八師弟，「嵩山十三太保」之一）
- 鄧八公「神鞭」（嵩山派左冷禪五師弟，「嵩山十三太保」之一）
- 高克新「錦毛獅」（嵩山派左冷禪六師弟，「嵩山十三太保」之一）
- 湯英鶚「紅白劍」（嵩山派左冷禪七師弟，「嵩山十三太保」之一）
- 樂厚「孝感」、「大陰陽手」（嵩山派，圍攻向問天者之一，被令狐冲刺穿雙掌）
- 卜沉「白頭仙翁」（嵩山派）【於福州被令狐冲殺死】
- 沙天江「禿鷹」（嵩山派）【於福州被令狐冲殺死】
- 史登達「千丈松」（嵩山派）【於嵩山封禪台上被左冷禪殺死】
- 趙某（嵩山派，假扮成日月神教於浙南龍泉鑄劍谷圍攻恆山派定閒、定逸等人）
- 張某（嵩山派，假扮成日月神教於浙南龍泉鑄劍谷圍攻恆山派定閒、定逸等人）
- 司馬某（嵩山派，假扮成日月神教於浙南龍泉鑄劍谷圍攻恆山派定閒、定逸等人）
- 孫師叔（故事開始後兩年前令狐冲在鄭州遇到他，被日月神教教眾砍斷一對手足並挖走雙眼，孫師叔怒喊：「魔教害我，定要報仇！」）
- 左挺「天外寒松」（嵩山派左冷禪之子，任我行稱其「武功差勁，腦袋不太靈光。」）
- 韓天鵬（嵩山派，《明報連載版》中曾嘲諷岳不群，五嶽併派時獲勝的岳不群令其與方師兄代替瞎眼的左冷禪主持嵩山事務，後此段被金庸刪去。）
- 方師兄（嵩山派，《明報連載版》五嶽併派時獲勝的岳不群令其與韓天鵬代替瞎眼的左冷禪主持嵩山事務，後此段被金庸刪去。）

### 洛陽金刀門
- 王元霸「金刀無敵」（洛陽金刀門掌門，王夫人之父，林平之的外祖父）
- 王伯奮（洛陽金刀門王元霸長子，王夫人之弟）
- 王仲強（洛陽金刀門王元霸次子，王夫人幼弟）
- 王家駒（洛陽金刀門王仲強幼子，王元霸之孫）
- 王家駿（洛陽金刀門王仲強長子，王元霸之孫）
- 易師爺（洛陽金刀門帳房師爺，酷愛音律）

### 少林
- 辛國樑（少林派，方生師姪）【被任盈盈殺死】
- 易國梓（少林派，方生師姪）【被任盈盈殺死】
- 方生（少林派，方丈方證師弟）
- 覺月（少林派，方生師姪）【被任盈盈殺死】
- 黃國柏（少林派，方生師姪）【被任盈盈殺死】

### 武當
- 凌虛：沖虛師弟，在恆山對抗日月神教時，負責掩護武當派門人撤退。
- 清虛：沖虛師弟，於武當山下扮挑柴漢子，擅長機器削器。
- 玄高：沖虛師姪，於武當山下扮挑菜漢子，擅製炸藥。

### 日月神教
- 鮑大楚（日月神教長老，任我行脫困後向「江南四友」興師問罪者之一）
- 秦偉邦（日月神教長老，任我行脫困後向「江南四友」興師問罪者之一，被逼服脫去藥殼的三尸腦神丹）
- 王誠（日月神教長老，任我行脫困後向「江南四友」興師問罪者之一）
- 桑三娘（日月神教長老，任我行脫困後向「江南四友」興師問罪者之一，第三版改為日月神教天風堂香主）
- 綠竹翁（洛陽篾匠，任盈盈師姪）
- 盧大哥（日月神教，少室山下圍攻林平之、岳靈珊者之一）【被令狐冲殺死】
- 史老三（日月神教，少室山下圍攻林平之、岳靈珊者之一）【被令狐冲殺死】
- 閔老二（日月神教，少室山下圍攻林平之、岳靈珊者之一）【被令狐冲殺死】
- 賈布「黃面尊者」（日月神教，奉東方不敗之命上恆山擒拿令狐冲）【於恆山翠屏山被方證大師殺死】
- 上官雲「鵰俠」（日月神教，奉東方不敗之命上恆山擒拿令狐冲，後歸順任我行）
- 楊蓮亭（日月神教，東方不敗男寵，位居總管，權勢極大）【被任我行頭撞而死】
- 童百熊（日月神教，風雷堂堂主，與東方不敗交情極厚）【被東方不敗以繡花針刺中眉心、左右太陽穴及鼻下人中而死】
- 包某（日月神教，假扮東方不敗者）
- 史香主（日月神教）
- 葛長老（日月神教，於桃谷中布下陷阱捉拿岳不羣者之一）【被岳不羣殺死】
- 薛某（日月神教，於桃谷中布下陷阱捉拿岳不羣者之一）
- 杜長老（日月神教，於桃谷中布下陷阱捉拿岳不羣者之一）
- 莫長老（日月神教，於桃谷中布下陷阱捉拿岳不羣者之一）【被岳不羣殺死】

#### 長老
日月神教十長老。
- 「白猿神魔」張乘雲：兄弟二人，據說所使兵刃是熟銅棍。在華山思過崖山洞中留下盡破華山劍法等字。
- 「金猴神魔」張乘風：兄弟二人，據說所使兵刃是熟銅棍。在華山思過崖山洞中留下盡破華山劍法等字。
- 「大力神魔」范松：使斧頭，在華山思過崖山洞中留下盡破恆山劍法於此等字。
- 「飛天神魔」趙鶴：使雷震擋，在華山思過崖山洞中留下盡破恆山劍法於此等字。

#### 曲家
- 曲洋：日月神教長老，酷愛音律，擅長彈琴，與劉正風結為至交。在嵩山派圍殺劉府滿門時，奮力協助劉正風突出重圍。二人合奏完《笑傲江湖》之曲，最終自絕經脈而死。
- 曲非煙：曲洋孫女，被嵩山派費彬殺死。在初版中未死，但在埋葬了曲洋後再無戲份。

### 丐幫
- 解風：丐幫幫主。
- 張金鰲：丐幫副幫主，劉正風金盆洗手賀客之一。

### 崑崙派
- 震山子「乾坤一劍」：崑崙派掌門。
- 譚迪人：崑崙派弟子，五霸岡上被令狐冲毒血濺入口腔，中毒而死。

### 其他
- 夏老拳師（鄭州六合門掌門，劉正風金盆洗手賀客之一）
- 鐵老老（川鄂三峽神女峰，劉正風金盆洗手賀客之一）
- 潘吼（東海海沙幫幫主，劉正風金盆洗手賀客之一）
- 白克「神刀」，「曲江二友」之一（劉正風金盆洗手賀客之一）
- 盧西思「神筆」，「曲江二友」之一（劉正風金盆洗手賀客之一）
- 張大人（推薦劉正風為參將者之一，宣讀聖旨）
- 何三七（浙江雁蕩山，賣餛飩為生）
- 聞先生（陝南人，使判官筆）
- 木高峰「塞北明駝」【為人心狠手辣，曾為了奪取辟邪劍譜把林震南夫婦折磨致死。後被林平之殺死，但其背疽裡的毒汁也弄瞎了林平之的雙眼】
- 陳歪嘴（洛陽無賴，與令狐冲賭錢）
- 平一指「殺人名醫」，「醫一人，殺一人；殺一人，醫一人」。是书中医术最高之人。但因无法救治令狐冲而自愧身亡。【死於五霸岡上】
- 平夫人（平一指之妻）
- 祖千秋「本名宗、字千秋」（與老頭子並稱「黃河老祖」）
- 老頭子「本名爺，字頭子」（與祖千秋並稱「黃河老祖」，老不死之父）
- 諸草仙「毒不死人」（百藥門掌門人）
- 計無施「夜貓子」、「無計可施」
- 老不死（老頭子獨女）
- 白熊「漠北雙熊」之一（身材高大，膚色白淨，嗜吃人肉）
- 黑熊「漠北雙熊」之一（膚色黝黑的和尚，嗜吃人肉）
- 仇松年（長髮頭陀，使一對彎成半月形的虎頭戒刀，圍攻余滄海者之一）【於恆山懸空寺上被玉靈道人所殺】
- 張夫人（使兩尺來長的短刀，圍攻余滄海者之一）【於恆山懸空寺上被游迅所殺】
- 西寶和尚（使純鋼缽鈸，穿血紅僧衣，圍攻余滄海者之一）【於恆山懸空寺上被嚴三星所殺】
- 玉靈道人（使八角狼牙錘，圍攻余滄海者之一）【於恆山懸空寺上被「桐柏雙奇」殺死】
- 嚴三星「雙蛇惡丐」、「雙龍神丐」（肩上盤兩條三角頭青蛇，圍攻余滄海者之一）【於恆山懸空寺上被「桐柏雙奇」殺死】
- 周孤桐「桐柏雙奇」之一（瞎左眼，且少一足，使黃金拐杖）
- 吳柏英「桐柏雙奇」之二（瞎右眼，且少一足，使黃金拐杖）
- 游迅「油浸泥鰍，滑不溜手」【於恆山懸空寺上被任盈盈所殺】
- 司馬大（長鯨島島主）
- 黃伯流「銀髯蛟」（天河幫幫主）
- 點蒼雙劍「點蒼雙劍，劍氣沖天」（點蒼派使劍好手）【在濃霧中被向問天掌擊而死】
- 何某（追捕向問天者之一，擅放飛錐）
- 松紋道人（峨嵋派，追捕向問天者之一，被向問天的「吸功入地小法」嚇倒）
- 丁堅「一字電劍」（杭州梅莊家丁之一，擅使劍）
- 施令威「五路神」（杭州梅莊家丁之一，擅使紫金八卦刀）
- 吳天德（原為河北滄州游擊，調往福建泉州府升任參將，被令狐冲劫去衣衫坐騎）
- 白剝皮（浙閩交界某鎮大財主，令狐冲帶領恆山眾人向他「化緣」，籌措盤纏）
- 清曉師太（龍泉水月庵住持，向恆山派借出龍泉寶劍）
- 易堂主「長江雙飛魚」之一（九江白蛟幫，滿臉鬍子）
- 齊堂主「長江雙飛魚」之一（九江白蛟幫，臉蛋又長又尖）
- 驪山仙姥
- 啞婆婆：原為尼姑，不戒和尚之妻，儀琳之母，後佯聾作啞，扮作僕婦，隱於恆山。
- 青海一梟（白板煞星弟子）【封禪台上被天門道人扭斷頸骨而死】
- 老拳師：居住江湖，一家二十三口被魔教擒住後，活活釘在大樹之上，連三歲小孩也不放過。
- 趙登魁：濟南府龍鳳刀掌門人，娶媳婦時魔教中人闖了進來，將新婚夫婦的首級雙雙割下，說是賀禮。
- 郝老英雄：漢陽英雄 做七十大壽生日時，壽堂被魔教埋了炸藥而點了引線，突然爆炸英雄好漢死傷不計其數。